# Smolice (Groot-Polen)
Smolice is een plaats in het Poolse district  Krotoszyński, woiwodschap Groot-Polen. De plaats maakt deel uit van de gemeente Kobylin en telt 1200 inwoners.

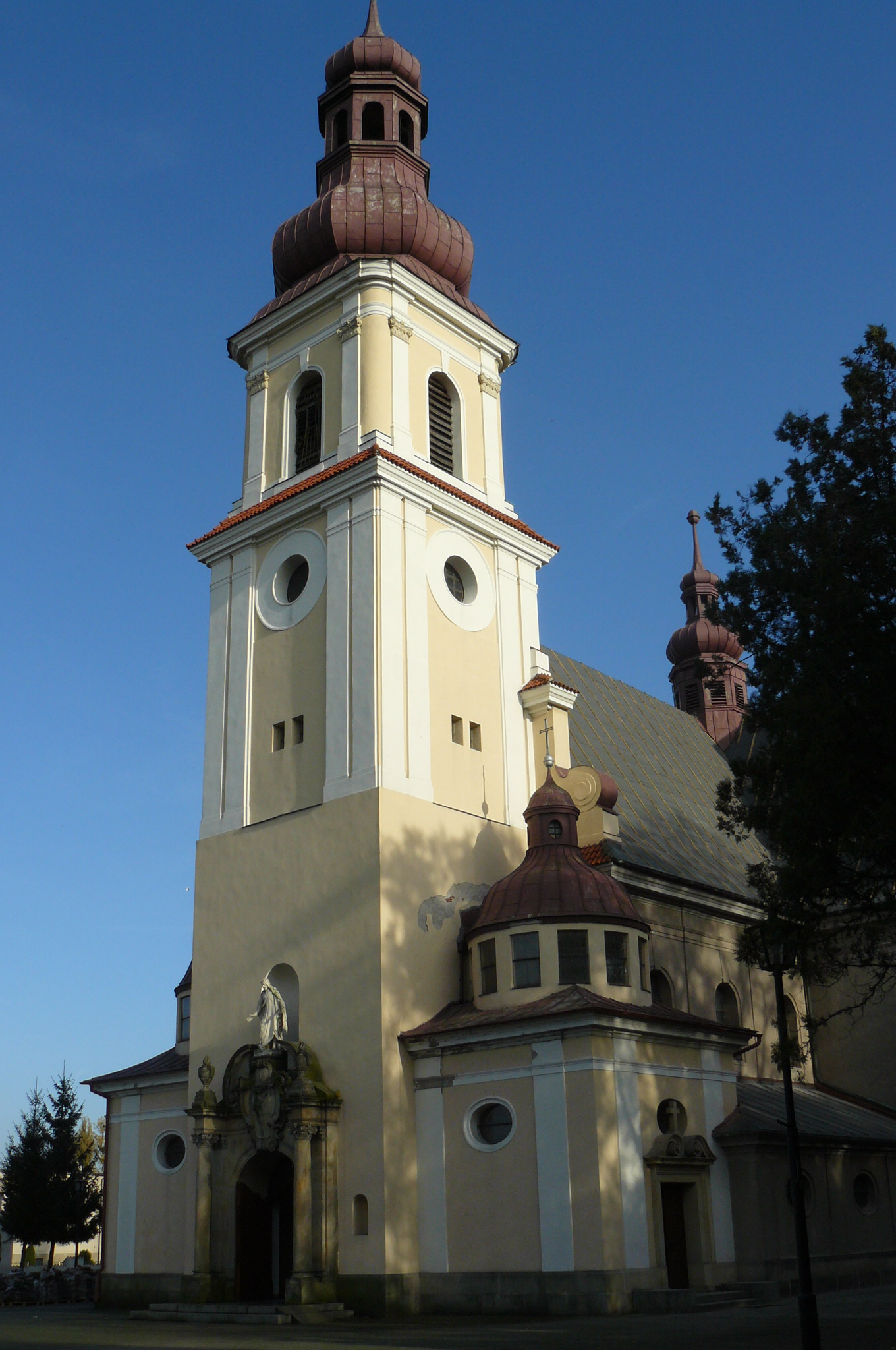
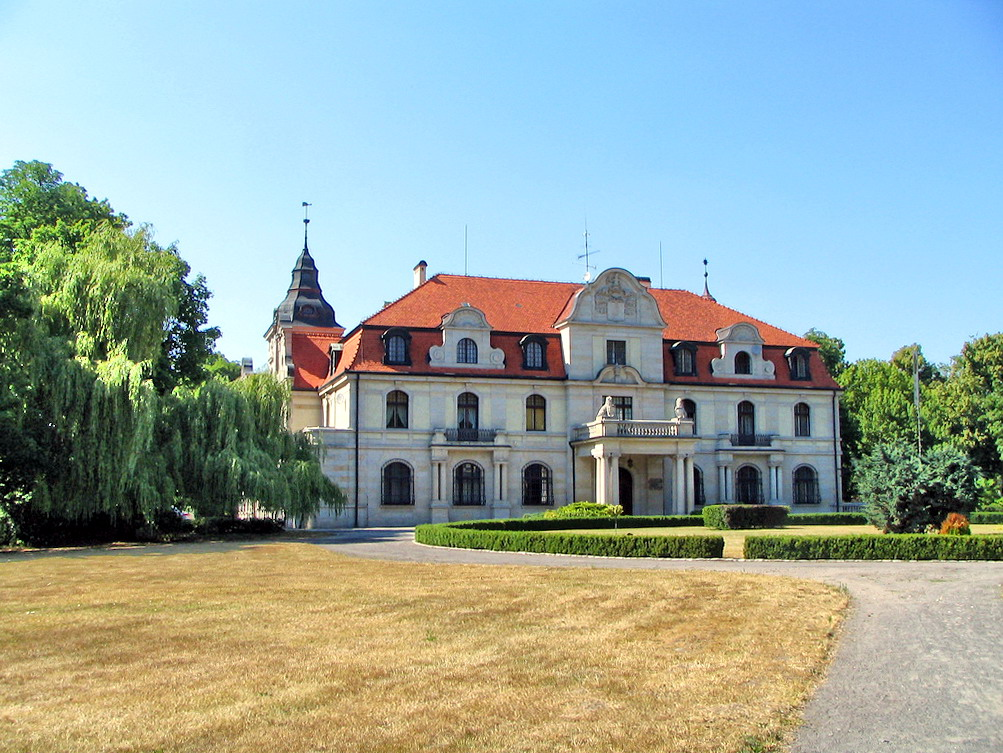